# District de Yijiang
Le district de Yijiang (弋江区 ; pinyin : Yìjiāng Qū) est une subdivision administrative de la province de l'Anhui en Chine. Il est placé sous la juridiction de la ville-préfecture de Wuhu.